# Д’Амброзио, Альфредо
Альфредо д’Амброзио (итал. Alfredo d'Ambrosio; 13 июня 1871, Неаполь — 29 декабря 1914, Ницца) — итальянский композитор и скрипач. Брат Луиджи д’Амброзио.
Окончил неаполитанскую Консерваторию Сан-Пьетро-а-Майелла, ученик Эвзебио Дворжака. В дальнейшем совершенствовал исполнительское мастерство в Мадриде под руководством Пабло Сарасате и в Лондоне у Августа Вильгельми. Затем обосновался в Ницце, посвятив себя преимущественно композиции и преподаванию.
Автор оперы «Пиа де Толомеи» (по мотивам Божественной комедии Данте), двух скрипичных концертов (1904 и 1913), струнных квинтета и квартета, а также различных концертных пьес для скрипки и фортепиано, пользовавшихся в начале XX века определённой популярностью: в частности, Серенаду д’Амброзио записали Джордже Энеску, Ян Кубелик и Яша Хейфец (а позднее, уже в 1945 г., и Давид Ойстрах), Мадригал — Карл Григорович; Канцонетта № 1 Op. 6 сохранилась в записи автора. В особенности последняя из этих пьес иногда входит и в репертуар современных исполнителей.